# Bolitoglossa flavimembris
Bolitoglossa flavimembris es una especie de salamandras en la familia Plethodontidae.
Habita en el sudoeste de Guatemala y el sudeste de Chiapas (México).
Su hábitat natural son bosques húmedos tropicales o subtropicales a altitud media.
Está amenazada de extinción debido a la destrucción de su hábitat.